# M8 (Wit-Rusland)
De M8 of Magistrale 8 is een hoofdweg in Wit-Rusland met een lengte van 465 kilometer. De weg loopt van de grens met Rusland via Vitebsk, Orsja, Mahiljow en Gomel naar de grens met Oekraïne. In Oekraïne loopt de weg verder als M01 naar Kiev. In Rusland loopt de weg als R-23 verder naar Pskov. De M8 is onderdeel van de E95 tussen Sint-Petersburg en Merzifon.
Tussen de M1 en Orsja is een acht kilometer lang deel van de weg uitgebouwd tot expresweg.

## Geschiedenis
In de tijd van de Sovjet-Unie was de M8 onderdeel van de Russische M20. Deze weg liep van Sint-Petersburg naar Kiev en Odessa. Na de val van de Sovjet-Unie in 1991 en de daaropvolgende onafhankelijkheid van Wit-Rusland werden de hoofdwegen omgenummerd om een logische nationale nummering te krijgen. De M20 kreeg het nummer M8.
M1 · 
M2 · 
M3 · 
M4 · 
M5 · 
M6 · 
M7 · 
M8 · 
M9 · 
M10 · 
M11 · 
M12 · 
M14